# دمیتری اوشاکوف (ژیمناست)

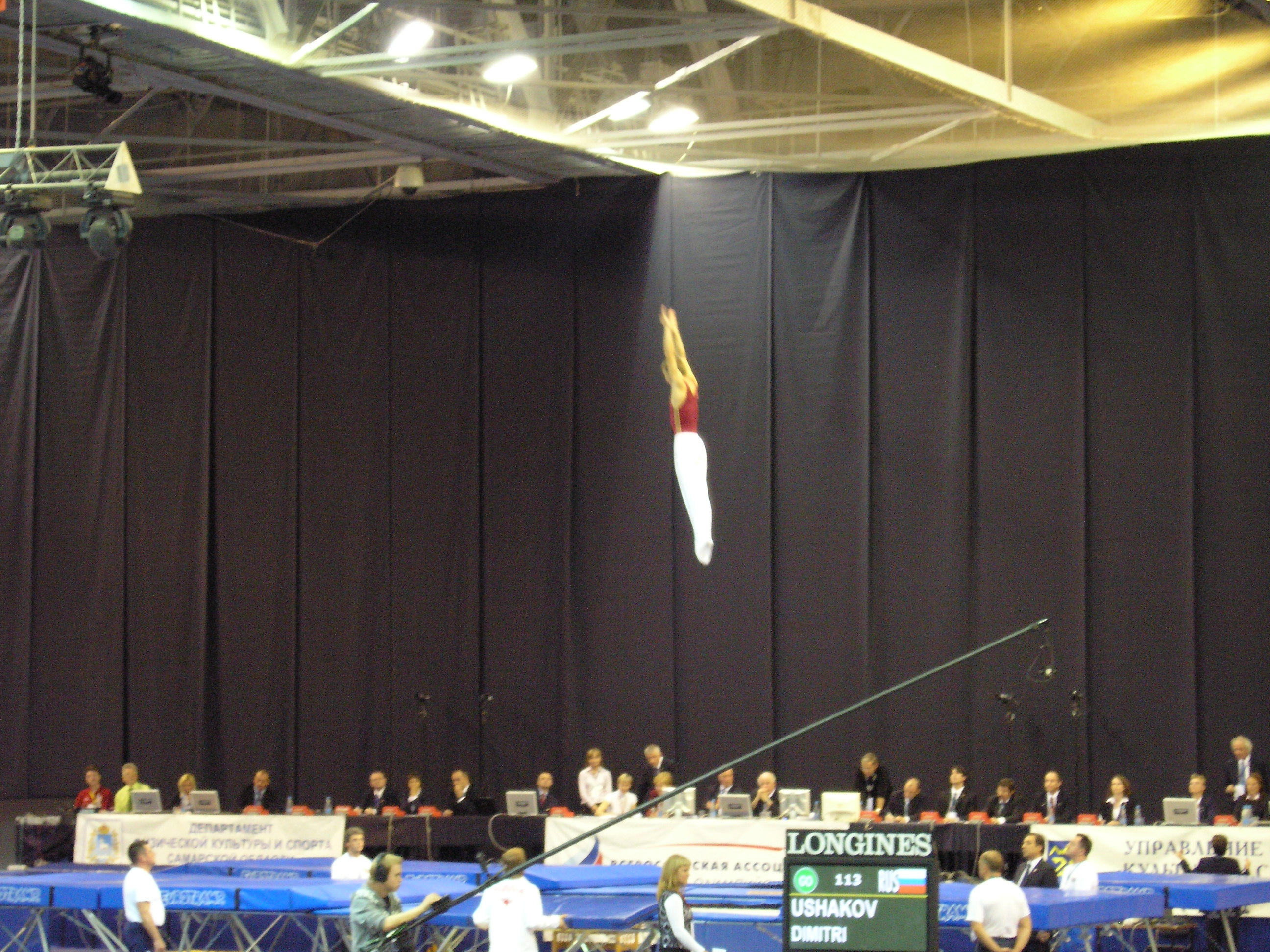
دمیتری اوشاکوف - ۲۰۰۸

دمیتری اوشاکوف (ژیمناست) (به انگلیسی: Dmitry Ushakov (gymnast)) ژیمناست زادهٔ ۱۵ اوت ۱۹۸۸ میلادی اهل کشور روسیه است.